# Grand Prix-seizoen 1897
In het Grand Prix-seizoen 1897 werden vijf races verreden tussen 29 januari en 12 september.

## Kalender
| Datum          | Land      | Racenaam                 | Winnaar                     | Constructeur | Verslag |
| -------------- | --------- | ------------------------ | --------------------------- | ------------ | ------- |
| 29-31 januari  | Frankrijk | Marseille-Nice-La Turbie | Gaston de Chasseloup-Laubat | De Dion      | verslag |
| 24 juli        | Frankrijk | Parijs-Dieppe            | Albert de Dion              | De Dion      | verslag |
| 14 augustus    | Frankrijk | Parijs-Trouville         | Gilles Hourgières           | Panhard      | verslag |
| 22-23 augustus | Frankrijk | Lyon-Uriage-Lyon         | Etienne Giraud              | Panhard      | verslag |
| 12 september   | Italië    | Arona-Stresa-Arona       | Giuseppe Cobianchi          | Benz         | verslag |

1894 · 1895 · 1896 · 1897 · 1898 · 1899 · 1900 · 1901 · 1902 · 1903 · 1904 · 1905 · 1906 · 1907 · 1908 · 1909 · 1910 · 1911 · 1912 · 1913 · 1914 · 1915 · 1916 · Eerste Wereldoorlog · 1919 · 1920 · 1921 · 1922 · 1923 · 1924 · 1925 · 1926 · 1927 · 1928 · 1929 · 1930 · 1931 · 1932 · 1933 · 1934 · 1935 · 1936 · 1937 · 1938 · 1939 · 1940-1945 (Tweede Wereldoorlog) · 1946 · 1947 · 1948 · 1949 
 Lijst van Grand Prix-wedstrijden voor 1950